# Velleguindry-et-Levrecey
Velleguindry-et-Levrecey is een gemeente in het Franse departement Haute-Saône (regio Bourgogne-Franche-Comté) en telt 158 inwoners (2011). De plaats maakt deel uit van het arrondissement Vesoul.

## Geografie
De oppervlakte van Velleguindry-et-Levrecey bedraagt 10,4 km², de bevolkingsdichtheid is 15,2 inwoners per km².
De onderstaande kaart toont de ligging van Velleguindry-et-Levrecey met de belangrijkste infrastructuur en aangrenzende gemeenten.

## Demografie
Onderstaande figuur toont het verloop van het inwonertal (bron: INSEE-tellingen).